# Кратеус (Сеара)
Кратеус (порт. Crateús)  —  муниципалитет в Бразилии, входит в штат Сеара. Составная часть мезорегиона Сертойнс-Сеаренсис. Входит в экономико-статистический  микрорегион Сертан-ди-Кратеус. Население составляет 72 386 человек на 2007 год. Занимает площадь 2 985,411 км². Плотность населения — 24,24 чел./км².

## История
Город основан в 1832 году.

## Статистика
- Валовой внутренний продукт на 2005 составляет 244.741.000,00 реалов (данные: Бразильский институт географии и статистики).
- Валовой внутренний продукт на душу населения на 2005 составляет 3.327,00 реалов (данные: Бразильский институт географии и статистики).
- Индекс развития человеческого потенциала на 2000 составляет 0,676 (данные: Программа развития ООН).

## География

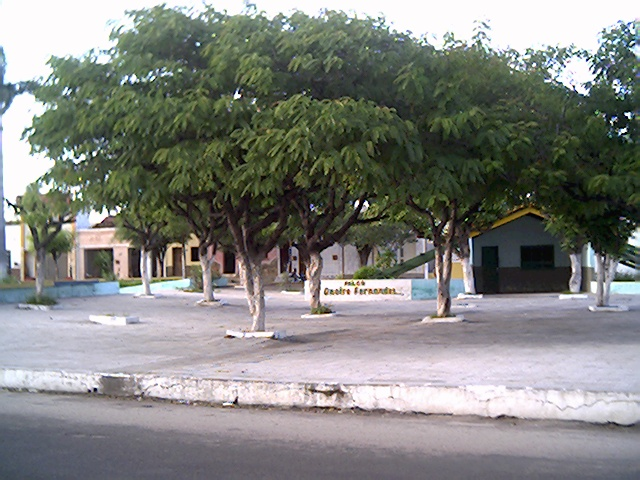

Климат местности: полупустыня.